# Mi-parti (kleding)
Mi-parti betekent half gedeeld. Het is een uitdrukking die half-Frans half-Latijn is en het beschrijft een kledingstuk dat in het midden gedeeld twee kleuren heeft. Ook de term ""parti-color" komt voor. Een voorbeeld is een maillot met een groene en een rode pijp zoals de nar die draagt.

## De mi-parti in de heraldiek
Een gepaald wapen, in het Frans "party per pale" of "mi parti en premier et mi-parti en deuxième" genoemd, wordt ook wel als een wapenschild mi-parti aangeduid. In de Nederlandse heraldiek is dat minder gebruikelijk. In ieder geval komt de term bij Nederlandse heraldici als Rietstap, Pama, Graafland en Stalins niet voor.

## De mi-parti in de kleding
De Mi-Parti of mi-parti kwam in de elfde eeuw in zwang toen na het huwelijk van de Duitse keizer Otto II en de Byzantijnse prinses Theophanu op 14 april 972 een Byzantijnse mode ingang vond in de hoge Duitse adel. Kenmerkend voor deze tijd was dat de kleding steeds nauwsluitender en kleurrijker werd. Zo ontstond de Mi-Parti die het mogelijk maakte om een groot aantal kleuren te combineren. Het combineren van deze kleuren was een prestigezaak, want kleurstoffen waren duur en de burgerij kon alleen bruinige kleding dragen.
De eerste Mi-Parti ziet men bij broeken. Deze werden steeds strakker en uiteindelijk boden zij geen plaats meer aan de mannelijke geslachtsdelen. Men ging daarom een korte broek of brouche dragen die met knopen of linten werd vastgemaakt aan beenkleding met aangehechte voeten. De beide pijpen konden nu verschillende kleuren krijgen. Ook mouwen en bovenkleding zoals een tuniek leent zich voor een Mi-Parti. Vermoedelijk werden de beide kleuren gedragen als een aanhankelijkheidsbetuiging aan een feodale heer of familie. De beide kleuren waren de livreikleuren van een adellijk geslacht. De Mi-Parti was dus een kledingstuk van knapen en bedienden. De hoge adel ziet men niet met Mi-Parti afgebeeld.
In middeleeuwse afbeeldingen, zoals in de Très Riches Heures du Duc de Berry, worden tal van functionarissen en domistieken in demi-parti afgebeeld. Men ziet kousen, hozen, mantels en tunieken in dubbele kleurstelling. Soms wordt de mi-parti gedragen met sporen wat aangeeft dat de drager tot de ridderstand behoort, anderen dragen een mi-parti zonder sporen. Op een afbeelding van een vorstelijke uitvaart is het gevolg gehuld in lange rouwmantels in heraldische kleuren en rouwkleur.
In de Très riches heures van de hertog van Berry komt als illustratie van de maand mei een bereden heer in een tuniek mi-parti zwart en wit voor. Deze kleuren waren de livreikleuren van het Franse koninklijke huis in de late 14e en vroege 15e eeuw. In de illustratie bij januari zien we de bedienden van de hertog van Berry in groen-witte mi-parti bezig met het aanrichten van een feestmaal.
In de 15e eeuw ontstond een kleurensymboliek waarin de verschillende kleuren, en de combinaties van kleuren, een betekenis kregen. De kleur drukte de gemoedstoestand van de drager uit.
De mi-parti vond een laatste hoogtepunt in de pronkzuchtige kleding van de Duitse huursoldaten, de landsknechten tijdens de Dertigjarige Oorlog.
De Mi-Parti wordt wel als een symbool van wereldse belangstelling, van zonde en gebrek aan religiositeit beschreven.
In de 16e eeuw verdween de Mi-Parti uit de mode, het bleef enkel als een attribuut van de (hof)nar bestaan.